# Corée du Sud aux Jeux olympiques d'été de 1952
La Corée du Sud participe aux Jeux olympiques d'été pour la seconde fois, à l’occasion des Jeux olympiques d'été de 1952, à Helsinki. Elle est représentée par une délégation réduite de 19 athlètes comprenant une femme.  Pour leur participation à ce grand événement international, les Coréens rééditent exactement leur performance de 1948. En effet, ils conquièrent à nouveau deux médailles de bronze dans les mêmes sports qu’en 1948. La première en Boxe, la seconde en  Haltérophilie. Ce qui leur permet d’intégrer le tableau final des médailles en 37e position.

## Les médaillés
| Médaille           | Nom          | Sport         | Épreuve             |
| ------------------ | ------------ | ------------- | ------------------- |
| Médaille de bronze | Kang Joon-ho | Boxe          | Poids coqs (-54 kg) |
| Médaille de bronze | Kim Sung-Jip | Haltérophilie | 67,5 kg - 75 kg     |

## Sources
- (fr) Bilan complet des Jeux de 1952 sur le site du Comité international olympique
- (en) Bilan complet de la Corée du Sud  sur le site olympedia.org